# 奧利維埃·羅庫斯
奧利維埃·羅庫斯（Olivier Rochus，1981年1月18日—），是一位比利時職業網球運動員。於1999年轉為職業選手。曾經是費德勒的雙打搭檔。他贏得過2項ATP巡迴賽賽事冠軍。他在2004年法國網球公開賽上和自己的搭檔克薩維埃·馬利斯拿下了男子雙打的冠軍。他的哥哥克里斯托夫·羅庫斯也是一位網球運動員。

## 外部連結
- 官方网站
- 奧利維埃·羅庫斯（英文/西班牙文）的官方資料
- 奧利維埃·羅庫斯的國際網球總會 職業／青少年 官方資料（英文）
- 奧利維埃·羅庫斯的官方資料（英文）